# خبرگزاری عربی سوریه
خبرگزاری عربی سوریه (عربی: الوكالة العربية السورية للأنباء)  مشهور به سانا، خبرگزاری دولتی و رسمی کشور سوریه است.
خبرگزاری سانا وابسته به وزارت اطلاع رسانی سوریه است و تاریخچه تاسیس این خبرگزاری به سال ۱۹۶۵ میلادی باز می گردد و دامنه اخبار آن متوجه اخبار داخلی، بین المللی است. 
خبرگزاری سانا روزانه حدود ۵۰۰ خبر و ۱۵۰ تصویر منتشر می کند.
طبق اعلام این خبرگزاری، خبرهای سانا به زبان های عربی، انگلیسی، فرانسوی، اسپانیایی، ترکی، روسی و چینی و فارسی در اختیار مخاطبان اینترنتی آن قرار می گیرد.
خبرگزاری سانا یکی از اعضای اتحادیه خبرگزاری‌های عربی (فانا) است.